# Nishizawa Hiroyoshi

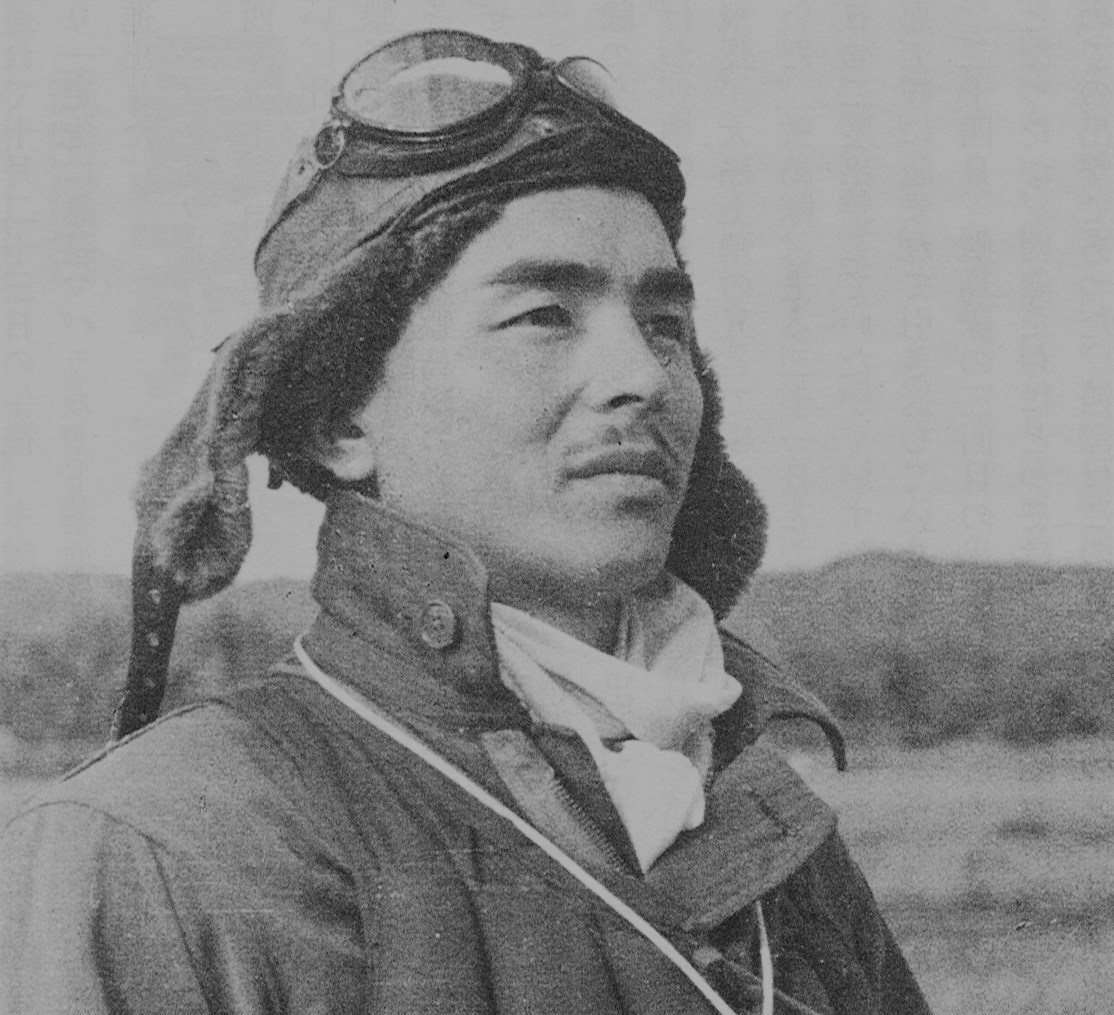
Hiroyoshi Nishizawa (1943)

Nishizawa Hiroyoshi (jap. 西澤 広義; * 27. Januar 1920 in Ogawa, Landkreis Kamiminochi, Präfektur Nagano; † 26. Oktober 1944 bei Mindoro, Philippinen) war ein japanischer Jagdflieger, der während des Zweiten Weltkrieges bei der Marineluftwaffe diente.
Er gilt mit 87 Abschüssen als erfolgreichster japanischer Pilot.